# William N. Eschmeyer
William Neil Eschmeyer, também conhecido como Bill Eschmeyer, é um ictiólogo americano. Ele é o fundador e desenvolvedor do banco de dados e trabalho de referência Catalog of Fishes, hospedado pela California Academy of Sciences e disponível on-line e impresso.
- Curador Emérito, Academia de Ciências da Califórnia, San Francisco, Califórnia
- Pesquisador Associado, Museu de História Natural da Flórida, Gainesville, Flórida

## Legado
Os seguintes peixes são nomeados em sua homenagem:
Eschmeyer nexus.
Rhinopias eschmeyeri um peixe-escorpião do Indo-Oeste do Pacífico.
O peixe-escorpião Phenacoscorpius eschmeyeri Parin & Mandritsa, 1992 
O Rockfish do Cabo Trachyscorpia eschmeyeri Whitley, 1970.
Scorpaenopsis eschmeyeri JE Randall & DW Greenfield, 2004
O peixe-faca Apteronotus eschmeyeri de Santana, Maldenado-Ocampo, Severi & GN Mendes,  2004